# Kočani (kommun)
Kočani (makedonska: Кочани) är en kommun i Nordmakedonien. Den ligger i den nordöstra delen av landet, 80 km öster om huvudstaden Skopje. Antalet invånare är 38 058. Arean är 375 kvadratkilometer.
Följande samhällen finns i kommunen Kočani:
- Kočani
- Orizari